# Saint Marys Point
Saint Marys Point est une ville du comté de Washington au Minnesota, aux États-Unis. Au recensement de 2020, elle compte 353 habitants.

## Géographie
Selon le Bureau du recensement des États-Unis, la ville a une superficie totale de 1,02 km2, dont 1,00 km2 de terre et 0,02 km2d'eau. La route départementale 18 sert de voie principale.

## Population
Au recensement de 2020, la ville compte 353 habitants, 176 ménages et 166 unités d'habitation. Lors du recensement de 2010, 368 personnes, 149 ménages et 104 familles vivaient dans la ville.

## Histoire
Les premiers colons sont des canadiens-français qui s'installent dans la région en 1837. La première transaction immobilière dans la zone, qui fait alors partie du comté de Sainte-Croix dans le Wisconsin, a lieu en 1844. Après un premier arpentage en 1855, la planification de la ville de Saint Marys Point est réalisée en 1857. La ville compte cependant très peu d'habitants jusqu'à la fin du XIXe siècle. Son développement est lié au développement des loisirs et à la création de maisons de campagne par des habitants fortunés de Saint Paul.
Saint Marys Point est constituée en 1951 et son hôtel de ville est construit en 1958. Elle devient une city en 1976.